# 歩兵戦車
歩兵戦車（ほへいせんしゃ、英: infantry tank、仏: char d'infanterie、独: Infanteriepanzer）は、主に第二次世界大戦初期までの戦車設計思想において、歩兵の随伴支援用に考えられた戦車の種類である。
特に、第一次世界大戦で戦車を大量に戦線投入し、初期の戦車開発の先進国イギリス、フランスにおいては明確に歩兵戦車の名称のもとで戦車開発が行われていた。また、第二次大戦でドイツが実現した機動戦力としての戦車の集中運用の優位性が認められるまでは、各国の多くの戦車は設計思想的には歩兵戦車として開発されていた（ドイツですら、運用当初のIV号戦車は支援用であり、歩兵戦車に近い扱いだった）。このことは戦術の変化により突撃砲が戦車以上に歩兵から信頼される存在になったことであきらかであろう。
戦間期には、「新兵器」である戦車の所属をめぐり歩兵科と騎兵科との縄張り争いもあり、特にフランスでは歩兵戦車は明確に歩兵科の支配下にあることを示す名称でもあった。一方、イギリスにおいては巡航戦車は戦車師団に、歩兵戦車は歩兵師団に明確に区別されて配備されていた。
なお、戦車による歩兵の随伴支援はやはり必要であるが、現代においては歩兵の輸送も行える歩兵戦闘車に代替されつつある。

## イギリスの歩兵戦車
第二次世界大戦前、イギリスでは、戦車戦力の中心となる中戦車は機動性重視か、装甲重視かで激しい論争となった。結局、1936年、その双方を別々に開発するという決定がなされ、第二次世界大戦直前から中盤にかけ、数種の歩兵戦車が設計・製造された。低速で装甲重視の歩兵戦車に対し、その対概念となる軽装甲・機動力重視の系列は巡航戦車と呼ばれた。これには、世界各地の植民地への船舶輸送を考慮した場合、攻防速すべてを充実させると車両が大型化し、重量や容積で輸送に支障が生じるため、どれかを犠牲にして重量と容積の軽減を図らなければならないという事情もあった。
イギリスは第一次世界大戦後、来る戦争においても先の大戦と同様、塹壕戦が繰り返されると考えた。その為に歩兵戦車に求められた性能として
1. 敵対戦車砲に耐えうる、移動陣地となるような厚い装甲。
2. 歩兵と行動するため速い速度は不要とされ重量に対し馬力が低かった。
3. 歩兵と共に行動できる不整地走破能力を要求され登坂力、超堤能力、超壕能力などは高かった。

イギリスの鉄道は標準軌の鉄道としては車両限界が狭く、輸送上の制限のために比較的小型の砲塔リング径となり、結果、搭載砲も小型となった。この結果、イギリス戦車には榴弾が用意されていない2ポンド対戦車砲か、徹甲弾の用意されていない76mm野砲のどちらかが搭載され、同じ部隊に配備され互いに協力しあうはずであったが、実際はそれぞれが単独運用された。これは、大砲（対戦車砲）・陣地、または敵戦車のどちらかに対しては有効な攻撃力を持たないことを意味し、この状態で戦うことになった北アフリカ戦線においては苦戦を強いられた。
その後、両方の弾薬を用いる75mm砲の登場で問題は解決したが、もはや機動力なき歩兵戦車・防御力なき巡航戦車の時代は終わっており、戦後の戦車開発は機動性と防御力を両立した主力戦車へとシフトしていった。ただし、戦後開発されたセンチュリオン、チーフテン、チャレンジャーといったイギリス主力戦車は、機動力より防御力と生存性重視の歩兵戦車の伝統を受け継いでいる。
- Mk.I マチルダI
- Mk.II マチルダII
- Mk.III バレンタイン
- Mk.IV チャーチル

## フランスの歩兵戦車
- FCM36